# Czesław Sadłowski
Czesław Sadłowski (ur. 5 grudnia 1938 w Malinówce) – polski ksiądz rzymskokatolicki, proboszcz parafii św. Jana Chrzciciela w Zbroszy Dużej. Osobisty kanonik Benedykta XVI.

## Życiorys
W 1952 roku z powodu jego „kułackiego” pochodzenia nie przyjęto go do liceum, lecz skierowano do szkoły budowlanej, gdzie też narzucono mu naukę na kierunku murarz-zdun. W 1961 roku wstąpił do Wyższego Seminarium Duchownego w Warszawie. 6 czerwca 1967 roku otrzymał święcenia kapłańskie z rąk kardynała Stefana Wyszyńskiego.
W 1969 roku przystąpił do modernizacji zakupionej obory w Zbroszy Dużej na kaplicę. 24 maja tego samego roku poświęcił ją prymas Stefan Wyszyński, ale już w lipcu władze zlikwidowały obiekt. Wtedy ksiądz odprawiał nabożeństwa w prywatnych domach i w plenerze, często łącząc je z projekcjami filmów. Właśnie za nielegalne projekcje filmów w 1970 roku otrzymał wyrok 3 miesięcy aresztu, zamieniony rok później na wyrok w zawieszeniu. W 1972 roku ksiądz Sadłowski przystąpił do budowy prowizorycznego namiotu dla celów kultu religijnego na prywatnej posesji. I ten obiekt zniszczyli funkcjonariusze Milicji Obywatelskiej, dokonując przy tym profanacji komunikantów, co wywołało falę oburzenia, akcję pisania listów poparcia; prymas poświęcił tej sprawie część kazań w Wielkim Tygodniu. Ostatecznie, w wyniku wielu kompromisów, w 1972 roku władze wydały pozwolenie na budowę kościoła. Obiekt ukończono w 1974 roku; poświęcenie odbyło się z udziałem prymasa w dniu 17 sierpnia 1974. W tym też dniu ksiądz Sadłowski otrzymał godność kanonika.
Na przełomie lat 70. i 80. parafia ta stała się miejscem spotkań działaczy opozycji demokratycznej w PRL. Ksiądz nawiązał współpracę z KOR-em. Tu 9 września 1978 roku zawiązano Komitet Samoobrony Chłopskiej Ziemi Grójeckiej. W Zbroszy Dużej działała tajna drukarnia, w której powielano dokumenty KOR i wydawano podziemne pisma: „Niezależny Ruch Chłopski” i „Biuletyn Informacyjny Komitetu Samoobrony Chłopskiej Ziemi Grójeckiej”. Drukarnia została odkryta przez funkcjonariuszy Służby Bezpieczeństwa w kombinacji operacyjnej 29 stycznia 1980. Ksiądz Sadłowski założył także Uniwersytet Ludowy, w ramach którego związani z opozycją antykomunistyczną intelektualiści udzielali wykładów na tematy polityczne i ekonomiczne. W czasach „Solidarności” i stanu wojennego na plebanii u ks. Sadłowskiego przebywali bądź ukrywali się m.in. Lech Wałęsa, Zbigniew Bujak, Jacek Kuroń, Tadeusz Mazowiecki. Plebania była obserwowana przez funkcjonariuszy Służby Bezpieczeństwa, m.in. Adama Pietruszkę i Grzegorza Piotrowskiego.
W listopadzie 1989 roku ksiądz Sadłowski uruchomił (nielegalnie) radio parafialne, zalegalizowane w 1992 roku. W lutym 2009 roku przeszedł na emeryturę. Jego następcą na stanowisku proboszcza  został ks. Ryszard Kania.

## Odznaczenia
24 października 2006 roku został odznaczony przez prezydenta RP Lecha Kaczyńskiego Krzyżem Kawalerskim Orderu Odrodzenia Polski. 15 lutego 2017 roku, za wybitne zasługi w kształtowaniu świadomości moralnej i patriotycznej, za osiągnięcia w pracy duszpasterskiej, za działalność na rzecz przemian demokratycznych i ustrojowych w Polsce, prezydent RP Andrzej Duda nadał mu Krzyż Komandorski z Gwiazdą tego orderu. Otrzymał również wyróżnienie Odznaka Honorowa „Zasłużony dla Mazowsza”. W 2021 został uhonorowany Nagrodą im. ks. bp. Romana Andrzejewskiego.